# Parcul Național Thayatal
Coordonate: 48° 51' N, 15° 54' O
Parcul Național Thayatal sau „Parcul Național Valea Thayului” ocupă o suprafață de 1.330 ha fiind situat în Niederösterreich la granița cu Cehia continuându-se cu Parcul Național ceh  Podyjí. Valea Thayului cu versanții ei împăduriți și abrubți este socotit printre cele mai frumoase văi cu regiune muntoasă din Austria. Inălțimea cea mai mare este alcătută din punct de vedere geologic din gnaisuri. Pe teritoriul parcului se află Burg Hardegg (Cetatea Hardegg) și  Ruine Kaja (Ruina Kaja).

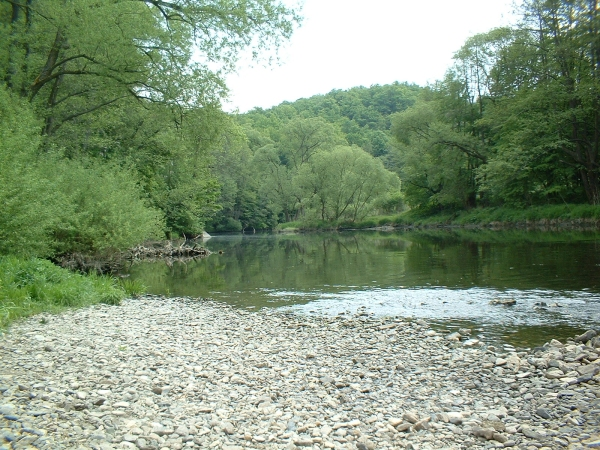
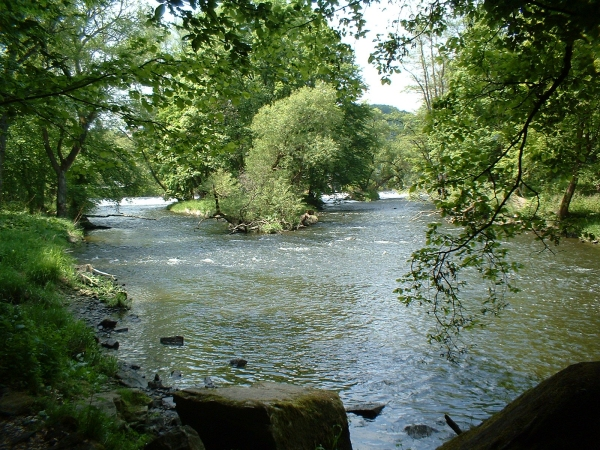
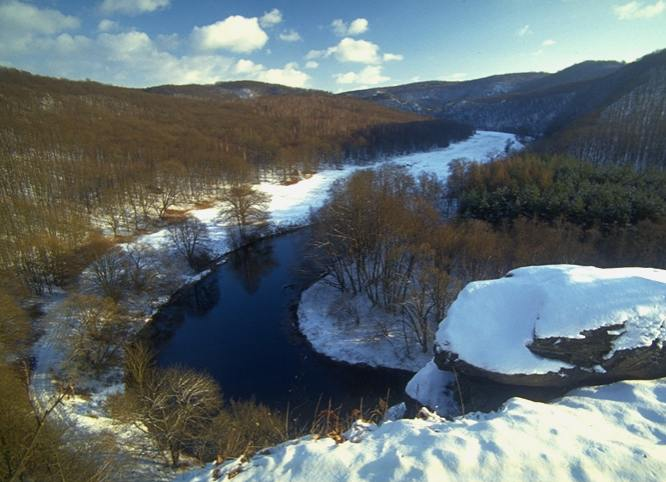